# Wednesday Morning, 3 A.M.
Wednesday Morning, 3 A.M. — дебютний студійний альбом американського фольк-рок дуету Simon & Garfunkel, який було випущено 19 жовтня 1964 року. Продюсером альбому виступив Том Вілсон, а звукорежисером Рой Хейлі.

## Про альбом
Спочатку платівка не мала великого успіху, не вирізняючись достатньо на тлі успіху the Beatles, які в той час займали всі чарти.
Тоді Пол Саймон переїжджає до Лондона, щоб зайнятися своєю сольною кар'єрою, а Арт Гарфанкел повертається до навчання в Колумбійському Університеті в Нью-Йорку.
Wednesday Morning, 3 A.M. був перевиданий в січні 1966, після того як нова версія пісні «The Sound of Silence» здобула певного успіху на радіо (Том Вілсон власноруч переробив її, використовуючи існуючий матеріал, додавши електрогітару і барабани).

З другої спроби платівка досягла 30 позиції в чартах Billboard. Ще через два роки, в 1968, альбом вийшов у Великій Британії відразу у моно і стерео форматах.
Альбом увійшов у збірки дискографії дуету, такі як The Columbia Studio Recordings (1964–1970), Simon & Garfunkel: The Complete Columbia Albums Collection та ін.

## Список композицій
| Сторона А | Сторона А                              | Сторона А           | Сторона А       | Сторона А  |
| #         | Назва                                  | Автор               | Записана        | Тривалість |
| --------- | -------------------------------------- | ------------------- | --------------- | ---------- |
| 1.        | «You Can Tell the World»               | Боб Гібсон/Боб Кемп | 31 березня 1964 | 2:47       |
| 2.        | «Last Night I Had the Strangest Dream» | Ед МакКарді         | 17 березня 1964 | 2:11       |
| 3.        | «Bleecker Street»                      | Пол Саймон          | 10 березня 1964 | 2:44       |
| 4.        | «Sparrow»                              | Пол Саймон          | 31 березня 1964 | 2:49       |
| 5.        | «Benedictus»                           | -                   | 31 березня 1964 | 2:38       |
| 6.        | «The Sound of Silence»                 | Пол Саймон          | 10 березня 1964 | 3:08       |

| Сторона Б | Сторона Б                       | Сторона Б  | Сторона Б       | Сторона Б  |
| #         | Назва                           | Автор      | Записана        | Тривалість |
| --------- | ------------------------------- | ---------- | --------------- | ---------- |
| 1.        | «He Was My Brother»             | Пол Кейн   | 17 березня 1964 | 2:48       |
| 2.        | «Peggy-O»                       | -          | 31 березня 1964 | 2:26       |
| 3.        | «Go Tell It on the Mountain»    | -          | 31 березня 1964 | 2:06       |
| 4.        | «The Sun Is Burning»            | Єн Кемпбел | 17 березня 1964 | 2:49       |
| 5.        | «The Times They Are a-Changin'» | Боб Ділан  | 10 березня 1964 | 2:52       |
| 6.        | «Wednesday Morning, 3 A.M.»     | Пол Саймон | 17 березня 1964 | 2:13       |
| 31:38     |                                 |            |                 |            |

| Додаткові композиції (CD перевидання 2001) | Додаткові композиції (CD перевидання 2001)                 | Додаткові композиції (CD перевидання 2001) | Додаткові композиції (CD перевидання 2001) | Додаткові композиції (CD перевидання 2001) |
| #                                          | Назва                                                      | Автор                                      | Записана                                   | Тривалість                                 |
| ------------------------------------------ | ---------------------------------------------------------- | ------------------------------------------ | ------------------------------------------ | ------------------------------------------ |
| 13.                                        | «Bleecker Street (demo)»                                   | Пол Саймон                                 | 10 березня 1964                            | 2:46                                       |
| 14.                                        | «He Was My Brother (alt. take 1)» (Раніше не видавалася)   | Пол Кейн                                   | 17 березня 1964                            | 2:52                                       |
| 15.                                        | «The Sun Is Burning (alt. take 12)» (Раніше не видавалася) | Єн Кемпбел                                 | 17 березня 1964                            | 2:47                                       |

## Обкладинка
Фото з обкладинки було знято на станції метро П'ята Авеню/53-я вулиця в Нью-Йорку. На деяких концертах Арт Гарфанкел згадував, що декілька сотень фото з тієї фотосесії виявились непридатними для використання, через «всім відомі написи» на стіні на задньому плані, які потім надихнули Пола Саймона написати пісню «A Poem on the Underground Wall» для наступної платівки дуету Parsley, Sage, Rosemary and Thyme.

## Пісні
«He Was My Brother» присвячена Ендрю Гудмену — їхньому спільному другу та однокурснику Пола Саймона в Коледжі Квінс. Ендрю Гудмен був одним з трьох поборників громадських прав вбитих в штаті Міссісіпі 1964 року.

## Список учасників
- Пол Саймон — акустична гітара, вокал
- Арт Гарфанкел — вокал
- Беррі Корнфелд — акустична гітара
- Білл Лі — акустичний бас
- Незазначені музиканти — банджо в «Last Night I Had the Strangest Dream» (Chris Charlesworth каже, що це «мабуть Саймон»[4])